# Fotopsja
Fotopsja – objaw polegający na postrzeganiu błysków światła powstających w oczach lub w układzie nerwowym oraz na skutek pobudzenia siatkówki lub nerwu wzrokowego bodźcem innym niż światło. Najczęściej wiąże się z tylnym odwarstwieniem ciała szklistego, migreną z aurą, aurą migrenową bez bólów głowy, odwarstwieniem siatkówki, zawałem płata potylicznego i deprywacją sensoryczną (tzw. halucynacje oftalmopatyczne).